# Alexandr Hylák
Alexandr Hylák (* 25. prosince 1983, Pardubice) je bývalý český hokejový brankář. Většinu kariéry strávil v Moeller Pardubice. Mezi jeho další působiště patříli Kolín, Hradec Králové, Šumperk, Vrchlabí, HC Kometa Brno, HC Slavia Praha a HC Škoda Plzeň.

## Hráčská kariéra
- 1999/2000 HC ČSOB Pojišťovna Pardubice (dor)
- 2000/2001 HC ČSOB Pojišťovna Pardubice (jun)
- 2001/2002 HC ČSOB Pojišťovna Pardubice (jun)
- 2002/2003 HC ČSOB Pojišťovna Pardubice (jun)
- 2003/2004 HC Moeller Pardubice (E, jun), TJ SC Kolín (2. liga),
- 2004/2005 HC Moeller Pardubice (E), HC VCES Hradec Králové (1. liga)
- 2005/2006 HC Moeller Pardubice (E)
- 2006/2007 HC VCES Hradec Králové (1. liga)
- 2007/2008 HC Moeller Pardubice (E), Hokej Šumperk 2003 (1. liga), HC VCES Hradec Králové (1. liga), HC Vrchlabí (1. liga)
- 2008/2009 HC Kometa Brno (1. liga)
- 2009/2010 HC Kometa Brno (E), Hokej Šumperk 2003 (1. liga)
- 2010/2011 KLH Chomutov (1. liga)
- 2011/2012 HC Košice (E)
- 2012/2013 HC Košice (E)
- 2013/2014 HC Košice (E)
- 2014/2015 HC Košice (E)
- 2015/2016 HC Slavia Praha
- 2016/2017 HC Slavia Praha, HC Škoda Plzeň
- 2017/2018 HC Škoda Plzeň